# Siegfried van Westerburg
Siegfried van Westerburg (? - 7 april, 1297) was een Duits aartsbisschop van het keurvorstendom Keulen, hij bekleedde deze functie van 1275 tot aan zijn dood in 1297.

## Biografie
Siegfried was de tweede zoon van graaf Siegfried IV van Runkel, zijn broer Hendrik stierf tijdens de Slag bij Woeringen. In maart 1275 werd Westerburg tot aartsbisschop gewijd. De eerste daad die Siegfried deed was de excommunicatie over de stad Keulen opheffen. Rond 1283 koos hij de zijde van Reinoud I van Gelre in de Limburgse Successieoorlog. Tijdens de Slag bij Woeringen in 1288 verloor hij de strijd en werd hij gevangengenomen door Jan I van Brabant. Hij werd al snel overgedragen aan Adolf V van Berg. Tijdens de verkiezingen voor de Duitse keizer stemde hij voor zijn schoonbroer Adolf van Nassau. In 1297 overleed Westerburg en werd als aartsbisschop opgevolgd door Wigbold I van Holte.